# 擁有神之舌的男人
《擁有之舌的男人》，為2016年7月8日至9月9日於日本TBS電視台金22時段（22:00 - 22:54，JST）播出的電視連續劇，總共10集，由向井理主演，此劇為導演堤幸彥聲稱構思了20年的作品。

## 劇情概要
不諳世事，但卻擁有分析物質的能力的男主角朝永蘭丸（向井理飾演），與有破解事件之神力的搭檔，兩小時懸疑劇迷甕棺墓光（木村文乃飾演），和常引用作家宮澤賢治作品中的句子替事件作總結的宮澤寬治（佐藤二朗飾演），三人造訪全國各地的溫泉，運用獨特的推理能力，解決在溫泉發生的不同事件。

## 登場人物

### 主要人物
朝永蘭丸
演 - 向井理、櫻井優輝（童年）（香港配音：曹啟謙、何寶珊（童年））
京都大學藥學部研究所研究生。為了尋找傳說中的溫泉藝伎「雅」而造訪全國各地的溫泉。懂得「三助」服務，經常被甕棺墓光叫作「丸丸」。
甕棺墓光
演 - 木村文乃（香港配音：凌晞）
古董商。懸疑劇迷。
宮澤寛治
演 - 佐藤二朗（香港配音：葉振聲）
蘭丸與光的同行者。宮澤賢治的書迷。

### 朝永家
朝永平助
演 - 火野正平（香港配音：譚炳文）
蘭丸的祖父。
朝永龍助
演 - 宅麻伸（香港配音：陳永信）
蘭丸的父親。

### 其他
雅
演 - 廣末涼子（香港配音：梁少霞）
輾轉來往各地溫泉表演的藝伎。
藪勘造
演 - 赤星昇一郎（香港配音：張炳強）
醫師。

### 各集人物

#### 第1集
高藤美鈴
演 - 片平渚（香港配音：黃麗芳）
溫泉旅館「上屋敷」老闆娘。
板倉肇
演 - 石倉三郎（香港配音：黃子敬）
町長。
高藤茂
演 - 菅原大吉（香港配音：馮志輝）
溫泉旅館「上屋敷」老闆。美鈴的丈夫。
石原宗明
演 - 大河內浩（香港配音：張炳強）
溫泉協會會長。
水沼健一
演 - 飯田基祐（香港配音：劉昭文）
觀光課長。
犬養孝
演 - 佐伯新（香港配音：李錦綸）
刑警。
渡文夫
演 - 池田大（香港配音：黃積權）
「湯西川螢火蟲守護會」總召。
門倉太一
演 - 吉永秀平（香港配音：陳欣）
環境省調査員。死者。
益子
演 ‐ 生島勇輝（香港配音：李震權）
刑警。
「上屋敷」服務員
演 - 氏家惠（香港配音：謝潔貞）

#### 第2集
津村順子
演 - 山村紅葉（香港配音：袁淑珍）
鐡友溫泉旅館「南出田樓」老闆娘。
津村重吉
演 - 德井優（香港配音：朱子聰）
「南出田樓」的溫泉管理人。順子的丈夫。
津村天童
演 - 中尾明慶（香港配音：周倚天）
順子與重吉的長男。
芳井一
演 - 志賀廣太郎（香港配音：黃子敬）
「南出田樓」的掌櫃。
五月女悦子
演 - 江口德子（香港配音：陸惠玲）
「南出田樓」的女侍。
茶城
演 - 松澤一之（香港配音：張炳強）
刑警。
目黑昭
演 - 齊木茂（香港配音：譚炳文）
鎮長。
牧野太郎
演 - 越村友一（香港配音：張方正）
溫泉愛好者。
若井
演 - 森岡龍（香港配音：劉奕希）
新人刑警。
嶋村弘雅
演 - 屋良學（香港配音：李錦綸）
溫泉愛好者。死者。
新垣
演 - 比佐仁（香港配音：李致林）
鎮長的秘書。

#### 第3集
堀裕子
演 - 森脇英理子（香港配音：謝潔貞）
天空溫泉「滿月伊豆旅館」的老闆娘。
石破大善
演 - 谷田歩（香港配音：蕭徽勇）
裕子的前男友。死者。
堀丈夫
演 - 東根作壽英（香港配音：陳廷軒）
「滿月伊豆旅館」的老闆。裕子的丈夫。
脇田正
演 - 古館寛治（香港配音：陳欣）
刑警。
棟平洋司
演 - 淵上泰史（香港配音：陳耀楠）
刑警。
仲居祐實
演 - 宍戶美和公（香港配音：蔡惠萍）
「滿月伊豆旅館」的侍從。
伊東秋
演 - 凜香織（香港配音：葉曉欣）
「滿月伊豆旅館」的女侍。

#### 第4-5集
赤池慎太郎
演 - きたろう（香港配音：朱子聰）
「毛增村」村長、「波外之湯」負責人。
神村町子
演 - 臼田麻美（香港配音：詹健兒）
精進的次女。
赤池榮子
演 - 真飛聖（香港配音：黃玉娟）
「波外之湯」老闆娘、慎太郎的妻子。
赤池辰也
演 - 柄本時生（香港配音：李震權）
慎太郎與榮子的兒子。
金田市春代
演 - 村岡希美（香港配音：朱妙蘭）
「波外之湯」的顧客、久的妻子。
金田市久
演 - 多田木亮佑（香港配音：陳永信）
「波外之湯」的顧客。
木村常吉
演 - 野添義弘（香港配音：林國雄）
駐在所警官。
神村都
演 - 德永繪里（香港配音：何寶珊）
精進的三女。
神村里子
演 - 松岡恵望子（香港配音：魏惠娥）
精進的長女。
老婆婆
演 - 松金米子、田岡美也子（香港配音：林丹鳳、雷碧娜）
「波外之湯」的女侍。
神村精進
演 - 石橋蓮司（香港配音：招世亮）
「雷神寺」的住持。

#### 第6集
金子忠
演 - 宅間孝行（香港配音：陳欣）
危險男子。
岡田磯吉
演 - 利重剛（香港配音：盧國權）
香菸店老闆。
德澤
演 - 加藤虎之介（香港配音：蕭徽勇）
刑警。
二若
演 - 岡山天音（香港配音：陳灝瑋）
新人刑警。
山石早苗
演 - 平栗亞津實（香港配音：陸惠玲）
陀螺店老闆娘。
香川益野
演 - 平田敦子（香港配音：伍秀霞）
土產店老闆娘。
加茂陽子
演 - 神樂坂惠（香港配音：鄭麗麗）
死者。

#### 第7-8集
澤村櫻
演 - 片瀨那奈（香港配音：劉惠雲）
觀光巴士導遊。
見城寬
演 - 和田聰宏（香港配音：黃啟昌）
觀光巴士乘客。自由記者。死者。
大場陸
演 - 細田善彦（香港配音：李安邦）
觀光巴士乘客。尾木亞香里的男友。
蘆田學
演 - 阪田雅信（香港配音：李錦綸）
觀光巴士司機。金級運輸貨櫃車前司機。
若林正輝
演 - 若葉龍也（香港配音：張裕東）
新手刑警。
金級真琴
演 - 上野夏妃（香港配音：曾佩儀）
觀光巴士乘客。「金級運輸」社長夫人。死者。
長谷部樹奈
演 - 松岡依都美（香港配音：陸惠玲）
觀光巴士乘客。真琴的同班同學。
鎌田禮子
演 - 高树玛利亚（香港配音：鄭麗麗）
觀光巴士乘客。真琴的同班同學。
泊愛子
演 - 阿南敦子（香港配音：伍秀霞）
溫泉旅館「Sky Land」的女將。
尾木亞香里
演 - 今泉彩良（香港配音：張頌欣）
觀光巴士乘客。大場陸的女友。
樋口啟二
演 - 篠井英介（香港配音：朱子聰）
刑警。

#### 第9-10集
吉
演 - 久世星佳（香港配音：袁淑珍）
藝妓。本名里中靜流。
貞奴
演 - 猫背椿（香港配音：沈小蘭）
藝伎。本名鷹園亞子。
豆羽
演 - 肘井美佳（香港配音：鄭麗麗）
藝妓。本名宇野佐和子。
小太郎
演 - 信川清順（香港配音：伍秀霞）
義伎。本名小林美香。
小野寺華子
演 - 烏丸世津子（香港配音：蔡惠萍）
天城山附近旅館的老闆娘。
小野寺建造
演 - 不破萬作（香港配音：林國雄）
華子的丈夫。管理人。
高木雄三
演 - 岩尾萬太郎（香港配音：張炳強）
已與雅訂下婚約。死者。
小野寺駿
演 - 中澤準（香港配音：陳琴雲）
華子的兒子。提供雅不在場證明的少年。
若葉悟
演 - 矢野聖人（香港配音：周倚天）
刑警。說話口調帶有娘娘腔。
田嶋梅之丞
演 - 六平直政（香港配音：黃子敬）
刑警。已屆退休年紀。
走訪溫泉的3人組
演 - 鴕鳥俱樂部
坂本冬美
演 - 本人飾演
客串登場。在片尾演唱本劇主題曲。

## 製作人員
- 編劇：櫻井武晴（日语：櫻井武晴）
- 配樂：荻野清子（日语：荻野清子）
- 主題曲：坂本冬美「女は抱かれて鮎になる」[2]
- 導演：堤幸彥、伊藤雄介、加藤新
- 製作人：植田博樹（日语：植田博樹）、楠千亞紀
- 製作：TBS電視台

## 播出日程
| 集數                                                   | 播出日期 | 標題                                    | 導演     | 收視率 |
| ------------------------------------------------------ | -------- | --------------------------------------- | -------- | ------ |
| 1                                                      | 7月8日   | 殺了正在看的螢火蟲                      | 堤幸彥   | 6.4%   |
| 2                                                      | 7月15日  | 看到間歇泉！言談間毫無親子之愛的會談    | 堤幸彥   | 6.2%   |
| 3                                                      | 7月22日  | 天空密室溫泉殺人事件                    | 伊藤雄介 | 5.7%   |
| 4                                                      | 7月29日  | 無刀之村的詛咒傳說                      | 堤幸彦   | 5.3%   |
| 5                                                      | 8月5日   | 無刀傳說殺人事件・後篇                  | 堤幸彦   | 5.3%   |
| 6                                                      | 8月12日  | 找到雅了。命運共同體溫泉事件            | 伊藤雄介 | 3.8％  |
| 7                                                      | 8月19日  | 大家最愛的巴士一日遊殺人事件            | 加藤新   | 6.3%   |
| 8                                                      | 8月26日  | 大家最愛的溫泉巴士一日遊殺人事件 解決篇 | 加藤新   | 6.4%   |
| 9                                                      | 9月2日   | 雅有危險了。越過天城山時的殺人事件      | 堤幸彦   | 5.8%   |
| 10                                                     | 9月9日   | 雅的真實身分。初戀的最後結果            | 堤幸彦   | 4.8%   |
| 平均收視率5.6%（收視率由Video Research於關東地區統計） |          |                                         |          |        |

| 日本TBS電視台 TBS週五連續劇                     | 日本TBS電視台 TBS週五連續劇                       | 日本TBS電視台 TBS週五連續劇 |
| ----------------------------------------------- | ------------------------------------------------- | --------------------------- |
|                                                 | 擁有之舌的男人 （2016.7.8－2016.9.9）             |                             |
| 我不是無法結婚，是不婚 （2016.4.15－2016.6.17） | 砂之塔〜知道太多事情的鄰居 （2016.10.－2016.12.） |                             |

| 香港 無綫網絡電視日劇台 星期五 13:30-14:30、16:30-17:30、19:30-20:30及22:30-23:30 | 香港 無綫網絡電視日劇台 星期五 13:30-14:30、16:30-17:30、19:30-20:30及22:30-23:30 | 香港 無綫網絡電視日劇台 星期五 13:30-14:30、16:30-17:30、19:30-20:30及22:30-23:30 |
| --------------------------------------------------------------------------------- | --------------------------------------------------------------------------------- | --------------------------------------------------------------------------------- |
|                                                                                   | （2016.9.9 - 2016.11.11）                                                         |                                                                                   |
| （2016.7.1 - 2016.9.2）                                                           | （2016.11.18 - 2017.1.27）                                                        |                                                                                   |

## 電影
電視劇最終回播出後，隨即對外宣布改編電影版的消息。由於正式片名《RANMARU 擁有神之舌的男人 首先是尋找潛伏於釀酒廠年輕丈夫神秘死亡事件的陰影下的德克薩斯男與波希米亞風老闆娘，接下來要追查美人村醫之謎中籠中鳥老婦人軍團與三個賢者村的詛咒，由推理劇迷及宮澤賢治迷和神之舌進行一場真相不明的大冒險！前略...蘭丸面臨過兩次死亡威脅。鬼燈黃泉路篇》過於冗長，因而以略稱《RANMARU 擁有神之舌的男人（RANMARU 神の舌を持つ男）》作為對外發表時的片名，預計於同年12月3日上映。

### 電影版登場人物
- 木村多江
- 市原隼人
- 財前直見
- 黑谷友香